# Callimus abdominalis
Callimus abdominalis е вид бръмбар от семейство Сечковци (Cerambycidae). Видът не е застрашен от изчезване.

## Разпространение
Разпространен е в Гърция, Испания, Италия (Сардиния и Сицилия), Франция и Хърватия.

## Описание
Популацията на вида е стабилна.